# Никитин, Александр Вадимович
Александр Вадимович Никитин (род. 22 апреля 1999, Курск, Курская область — российский регбист, Мастер спорта России, крайний трёхчетвертной команды «ВВА-Подмосковье».

## Биография

### Клубная карьера
Регби начал заниматься в 14 лет в 2013 году. Первый тренер — Ирина Михайловна Фурманова. В команде ВВА-Подмосковье с 2017 года. Обладатель Кубка России по регби-7, чемпион России по регби-7 и дважды серебряный призёр Чемпионата России по регби-7, бронзовый призёр Чемпионата России по регби, обладатель Кубка Европейских Чемпионов по регби-7.
Летом 2021 года получил серьезную травму колена и не выступал до середины 2023 года.

### Карьера в сборной
В составе молодёжной сборной по семёрке стал бронзовым призёром Чемпионата Европы по регби. В 2017 году вошёл в состав сборной команды России по регби-7.

## Достижения
- Бронзовый призёр Чемпионата России по регби — 8 раз (2011—2018)
- Чемпион России по регби-7 — 2 раза (2012, 2018)
- Обладатель Кубка России по регби-7 — 2 раза (2014, 2016)
- Бронзовый призёр Чемпионата Европы по регби-7 — 2 раза (2010, 2014)[источник не указан 1424 дня]